# Festival Internacional de Cinema de Berlim 1973
A 23ª edição anual do Festival Internacional de Cinema de Berlim foi realizado entre os dias 22 de junho a 3 de julho de 1973. O Urso de Ouro foi concedido ao filme indiano Ashani Sanket, dirigido por Satyajit Ray.

## Júri
As seguintes pessoas foram anunciados como jurados do festival:
- David Robinson (chefe do júri)
- Freddy Buache
- Hiram García Borja
- Eberhard Hauff
- Harish Khanna
- Paul Moor
- Walter Müller-Bringmann
- René Thévenet
- Paolo Valmarana

## Filmes em competição
Os seguintes filmes competiram pelo prêmio Urso de Ouro:
| † | Vencedor do prêmio principal de melhor filme em sua seção |
| Título                                  | Diretor(es)             | País                    |
| --------------------------------------- | ----------------------- | ----------------------- |
| Ashani Sanket                           | Satyajit Ray            | Índia                   |
| Between Friends                         | Donald Shebib           | Canadá                  |
| Biografija Jozefa Šulca                 | Predrag Golubović       | Iugoslávia              |
| Colter's Hell                           | Robin Lehman            | Reino Unido             |
| Die Sachverständigen                    | Norbert Kückelmann      | Alemanha                |
| Die Zärtlichkeit der Wölfe              | Ulli Lommel             | Alemanha                |
| Georgia, Georgia                        | Stig Björkman           | Estados Unidos · Suécia |
| Habla, mudita                           | Manuel Gutiérrez Aragón | Espanha                 |
| Il n'y a pas de fumée sans feu          | André Cayatte           | França                  |
| Kanashimi no Belladonna                 | Eiichi Yamamoto         | Japão                   |
| La proprietà non è più un furto         | Elio Petri              | França · Itália         |
| Le Grand Blond avec une chaussure noire | Yves Robert             | França                  |
| Les Noces rouges                        | Claude Chabrol          | França                  |
| Los siete locos                         | Leopoldo Torre Nilsson  | Argentina               |
| Love Comes Quietly                      | Nikolai van der Heyde   | Bélgica · Países Baixos |
| Malizia                                 | Salvatore Samperi       | Itália                  |
| Metzitzim                               | Uri Zohar               | Israel                  |
| Seom gaeguli manse                      | Jin-woo Jeong           | Coreia do Sul           |
| Sova                                    | Aleksandar Ilić         | Iugoslávia              |
| The 14                                  | David Hemmings          | Reino Unido             |
| The Blockhouse                          | Clive Rees              | Reino Unido             |
| Toda Nudez Será Castigada               | Arnaldo Jabor           | Brasil                  |
| U-Turn                                  | George Kaczender        | Canadá                  |

## Prêmios
Os seguintes prêmios foram concedidos pelo júri:
- Urso de Ouro: Ashani Sanket de Satyajit Ray
- Urso de Prata — Grande Prêmio do Juri: There's No Smoke Without Fire de Arthur Hiller
- Urso de Prata
  - The 14 de David Hemmings
  - Toda Nudez Será Castigada de Arnaldo Jabor
  - Die Sachverständigen de Norbert Kückelmann
  - Le Grand Blond avec une chaussure noire de Yves Robert
  - Los siete locos de Leopoldo Torre Nilsson
- Prêmio FIPRESCI
  - Wedding in Blood de Claude Chabrol